# Coopération linguistique bilatérale de la France
La coopération linguistique bilatérale de la France relève d'un dispositif administratif et diplomatique qui comprend deux niveaux : le niveau ministériel (Ministère de l'Europe et des Affaires étrangères) et le niveau local (service culturel d'une ambassade).

## Politique, diplomatie et coopération linguistiques
La coopération linguistique bilatérale de la France est l'un des volets de sa coopération culturelle dans un pays accréditaire. Encadrée par des accords, la coopération culturelle fait partie des relations diplomatiques entre deux États. La France est d’ailleurs pionnière en matière de diplomatie culturelle. La coopération linguistique bilatérale est un instrument de sa politique linguistique extérieure (ou diffusion de la langue française hors de France). La diplomatie linguistique peut être une arme redoutable, notamment si le chef de l’État partenaire est francophile. La finalité de la politique linguistique extérieure est d’accroître, discrètement, l’influence de la langue (et de la culture) françaises dans le monde, et, plus précisément, dans les systèmes éducatifs des pays accréditaires. Elle devient optimale quand, par exemple, le MEN (Ministère de l’Éducation Nationale) d’un système éducatif local décrète que l’étude de la langue française deviendra obligatoire. Cependant, toute forme de coopération, qu’elle soit culturelle, éducative, scientifique ou universitaire, peut, également, y contribuer. Par exemple, une meilleure attractivité des formations universitaires françaises auprès des étudiants étrangers, par la création, notamment, d’universités franco-étrangères, ne peut que favoriser notre expansion linguistique.

## Le Programme 185
Pour comprendre les orientations et les moyens financiers et institutionnels mais aussi les failles de la politique linguistique extérieure de l’État français, outre les nombreuses études universitaires consacrées au champ du FLE/FLS, une lecture des rapports des commissions des affaires étrangères du Sénat et de l’Assemblée Nationale sur les programmes ministériels ad hoc est indispensable, d’autant plus que les travaux universitaires généralement ignorent ou rejettent ces aspects de la coopération linguistique. Ces rapports analysent, entre autres, le Programme 185 « Diplomatie culturelle et d’influence », l’un des programmes de la Mission « Action extérieure de l’État français »  et le Programme 209 « Solidarité avec les pays en développement », l’un des programmes de la Mission « Aide publique au Développement ». Ce dernier programme consacre des fonds à l’essor de la Francophonie multilatérale. La coopération linguistique est « bi-multilatérale ». La diffusion linguistique fait partie du champ d’action des deux programmes. Les Projets annuels de Loi de Finance (PLF) donnent lieu à des descriptifs (Projets Annuels de Performances) sur les objectifs, les budgets et les performances des programmes. Afin d’évaluer leurs résultats, leurs rédacteurs disposent d’indicateurs (et de sous-indicateurs) de performances. Voici, à titre d’exemple, deux indicateurs et sous-indicateurs fondamentaux du Programme 185 : i/ « Diffusion de la langue française » avec son sous-indicateur : « nombre de candidats aux certifications en langue française »; ii/ « enseignement français et coopération éducative » avec son sous-indicateur : « taux de croissance du nombre d’élèves étrangers inscrits dans les établissements du réseau AEFE ». Toute politique publique doit pouvoir être évaluée.

## Dispositif administratif
À partir des orientations données par le gouvernement, voire par le Chef d’État, des ministères (ou administrations centrales) élaborent les politiques linguistiques extérieures et les font implémenter, sous forme de planifications, par les postes diplomatiques bilatéraux, responsables de la coopération linguistique. L’enseignement, aussi important soit-il, n’est pas le seul vecteur de l’expansion de la langue française, il s’en faut.

### Le Ministère de l’Europe et des Affaires étrangères  (MEAE)
Deux ministères sont responsables de la mission de diffusion linguistique : i/ le Ministère de l'Europe et des Affaires Étrangères et ses directions thématiques, notamment la Direction Générale de la Mondialisation (DGM) ; ii/ le Ministère de l'Éducation Nationale et ses directions, notamment, la Délégation aux Relations Européennes et Internationales et à la Coopération (DREIC). L’action linguistique extérieure est interministérielle. Dans le cadre du Programme 185, des opérateurs de l’État (l’AEFE, l’Institut français Paris, Campus France) aident la DGM à réaliser cette mission. Il convient, cependant, de distinguer entre acteur « institutionnel » de la diffusion linguistique (par exemple : Ministère, Alliance française, lycée français) et acteur « personnalisable » (par exemple : attaché de coopération pour le français, professeur de français).

### Le Service de Coopération et d’Action culturelle (SCAC)
À l’étranger, ce sont les SCAC des ambassades  qui prennent le relais de l’action linguistique extérieure. Ils sont dédiés à la coopération culturelle, sous toutes ses formes. Ils disposent d’opérateurs locaux, organisés en réseaux a priori complémentaires : Instituts français, Alliances françaises , lycées français. Par exemple, en Colombie, qui n’appartient pourtant pas aux zones traditionnelles de l’influence de la France, on ne compte pas moins, désormais, de quatre lycées français et de treize Alliances françaises. Au sein d’un SCAC, dirigé par un Conseiller de Coopération et d’Action culturelle (COCAC), c’est l’Attaché de coopération pour le français (ACPF), en synergie avec les autres attachés d’Ambassade , qui conçoit et/ou coordonne les planifications qui favorisent, la diffusion du français dans le pays accréditaire . Cependant, le rôle de l’Ambassadeur, « plénipotentiaire », est crucial dans l’expansion de la langue française dans le pays d’accueil. Ses bonnes relations avec le gouvernement du pays sont déterminantes dans le destin local de la langue française.
Une coopération linguistique idéale coûterait des millions d’euros. De multiples planifications sont envisageables : formation des professeurs de FLE, promotion de la Francophonie avec d’autres ambassades, enquêtes sociolinguistiques , conception de curricula, promotion du numérique, etc. La question des budgets alloués à la diffusion linguistique par le MEAE et par le Poste diplomatique est déterminante. Une diffusion de la langue française sans budget public  serait paradoxale et périlleuse, d’autant plus que des diffuseurs concurrents peuvent disposer de crédits substantiels. Le réseau des Instituts Confucius, créé seulement en 2004, dispose déjà de 525 instituts . Au-delà de cette guerre diplomatique des langues, de nouveaux centres culturels franco-allemands vont voir le jour . Enfin, le «qualitatif» devrait prévaloir sur le «quantitatif» . Or, les centres culturels français doivent être rentables. Le marketing culturel a remplacé la diffusion universaliste des pionniers de la diffusion linguistique.

### Rapports du Sénat, de l’Assemblée nationale et de la Cour des Comptes
- M. Miraillet, DGM-MEAE, Projet de Loi de Finance, Programme 185, Diplomatie culturelle et d’influence, 2021 (lire en ligne [PDF])(consulté le 15 mars 2022)
- R. Le Gleut et A. Vallini, rapporteurs, Action extérieure de l’État, Programme 185, Diplomatie culturelle et d’influence, Commission des affaires étrangères du Sénat, 2021 (lire en ligne [PDF]) (consulté le 15 mars 2022)
- F. Petit, rapporteur, Action extérieure de l’État, Programme 185, Diplomatie culturelle et d’influence, 2019 (lire en ligne [PDF])(consulté le 15 mars 2022)
- M.-P. Amirshahi, rapporteur, La Francophonie: action culturelle, éducative et économique, 2014 (lire en ligne [PDF]) (consulté le 15 mars 2022)
- Le réseau culturel de la France à l’étranger, Cour des Comptes, 2013 (lire en ligne [PDF]) (consulté le 15 mars 2022)

### Articles
- Frédéric Mazières, Georges-Daniel Véronique, « Pour une formation à la politique linguistique éducative et à l’intervention  en didactique du français langue étrangère », Synergies-France, 14, 2021 (lire en ligne [PDF]), p.167-181 (consulté le 15 mars 2022)
- Frédéric Mazières, « Les mécanismes des réductions budgétaires et leurs conséquences sur la diffusion de la langue française : analyse de la situation en 2013 », Synergies-Espagne, 6, 2013, p. 199-210 (lire en ligne [PDF]) (consulté le 15 mars 2022)
- Frédéric Mazières, « Stratégies et contraintes de la diffusion linguistique », Synergies-Espagne, 5, 2013, p. 217-225 (lire en ligne [PDF]) (consulté le 15 mars 2022)
- Frédéric Mazières, « Un point de vue métadidactique sur la coopération linguistique bilatérale de la France », Synergies-Pologne, 9, 2012 (lire en ligne [PDF]), p. 217-227 (consulté le 15 mars 2022)

### Revue
- A. Leconte et C. Troncy (eds), Politique(s) linguistique(s) et formations universitaires dans le monde francophone, Synergies-France, 14-15, 2021 (lire en ligne [PDF]) (consulté le 15 mars 2022)